# Gustaf Levander
Gustaf Levander, född 31 oktober 1895 i Göteborg, död 17 december 1972 i Uppsala, var en svensk kirurg.
Gustaf Levander var son till affärsmannen Frans Levander. Han avlade studentexamen i Göteborg 1914 och studerade därefter vid Karolinska Institutet där han blev medicine kandidat 1918, medicine licentiat 1923 och medicine doktor 1930. Efter förordnanden i kirurgi, främst vid Maria sjukhus, Stockholm 1924–1927 och vid Gävle lasarett 1925–1933, blev han tillförordnad lasarettsläkare i Västervik 1933 och lasarettsläkare i Köping 1935. Levander gjorde sig känd som en skicklig kirurg och sina undersökningar av benläkningens mekanism, där han framställde en ganska avvikande teori om hur regenerationen av muskulatur, benmärg, hud med mera fungerade.